# Carmen Mörsch

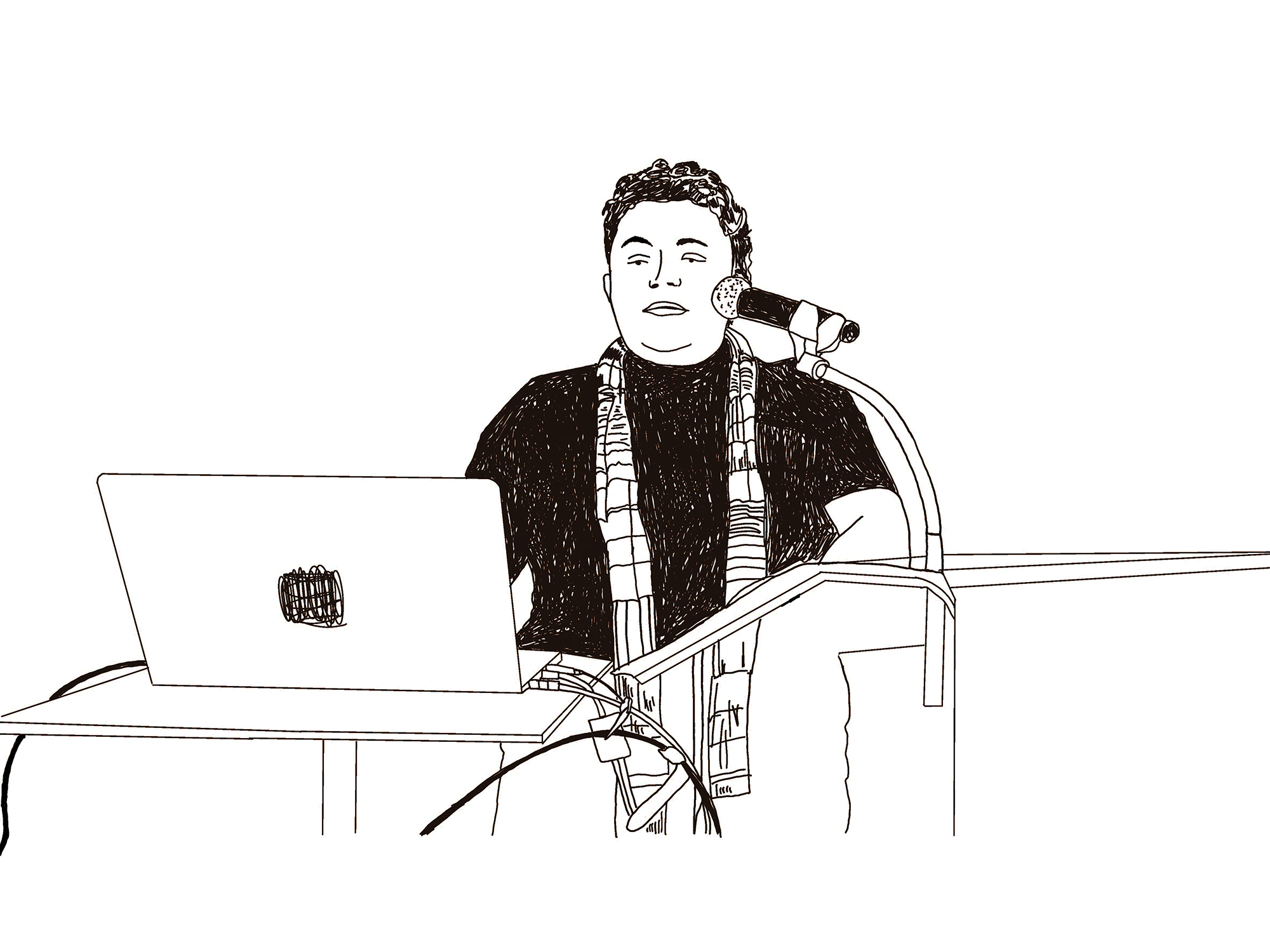
Carmen Mörsch gezeichnet von Lena Eriksson.

Carmen Mörsch (* 1968 in Kaiserslautern) ist eine Künstlerin, Kulturwissenschaftlerin und Kunstvermittlerin. Sie war von 2008 bis 2019 Leiterin des Institute for Art Education der Zürcher Hochschule der Künste und ist seit 2019 als Professorin für Kunstdidaktik an der Kunsthochschule Mainz tätig.

## Leben
Nach dem Abitur im Jahr 1987 an der staatlich integrierten Gesamtschule Kaiserslautern studierte Mörsch zwischen 1989 und 1994 Bildende Kunst an der Gesamthochschule Kassel und war 1992/93 mit einem Stipendium an die Facultad de Bellas Artes an der Universidad de Salamanca. Anschließend absolvierte sie bis 1998 ein Postgraduiertenstudium an der UdK Berlin am Institut für Kunst im Kontext und von 2001 bis 2003 ein Postgraduiertenstudium der Kulturwissenschaftliche Geschlechterstudien an der Carl von Ossietzky Universität Oldenburg.
Im Jahr 2003 wurde sie Professorin für Materielle Kultur und ihre Didaktik am Seminar materielle und visuelle Kultur des Kulturwissenschaftlichen Instituts Kunst-Textil-Medien der Carl von Ossietzky Universität. Sie forschte außerdem für den Landesverband der Kunstschulen Niedersachsen und war 2006/2007 wissenschaftliche Begleiterin der Kunstvermittlung der documenta 12. 2008 wechselte sie an die Zürcher Hochschule der Künste und übernahm die Leitung des Institute for Art Education.
Seit 2019 ist Mörsch Professorin für Kunstdidaktik für das Lehramt an der Kunsthochschule Mainz.

## Forschungsschwerpunkte
Schon seit 1994 ist Mörsch freiberuflich tätig und arbeitet an Projekten an der Schnittstelle von Kultur, Bildung und Forschung. Sie widmet sich in der Forschung und Lehre insbesondere Konzepten und Praktiken der Kunstpädagogik aus einer queer-feministischen, postkolonialen und diskriminierungskritischen Perspektive.

In ihrem Buch Teilhabeorientierte Kulturvermittlung: Diskurse und Konzepte für eine Neuausrichtung des öffentlich geförderten Kulturlebens, herausgegeben 2016 im transcript Verlag, schreibt Birgit Mandel über Carmen Mörschs Praxis der kritischen Kunstvermittlung wie sie ihn auf der documenta 12 in die öffentliche Debatte einbrachte. Dort wird in affirmative, reproduktive, dekonstruktive und transformative Ansätze in der Kunstvermittlung unterschieden und die Institution als Akteur sichtbar gemacht und mögliche Intentionen befragt. Sie brachte Fragen der Intersektionalität und Teilhabe in die Diskussion und legte mit ihrem Standardwerk „Zeit für Vermittlung“ ein breites Verständnis aktueller Vermittlung vor. Ute Pinkert, Professorin für Theaterpädagogik an der Universität der Künste Berlin, schreibt 2016 über die Praxis wie Carmen Mörsch sie vertritt: 

„Wenn man in Bezug auf Carmen Mörsch unter Kunstvermittlung eine Praxis versteht, in der es darum geht, ‚Dritte einzuladen, um Kunst und ihre Institutionen für Bildungsprozesse zu nutzen: sie zu analysieren und zu befragen, zu dekonstruieren und gegebenenfalls zu verändern‘ (vgl. Mörsch 2009:9), wird ein Kriterium sichtbar, mit dessen Hilfe sich Kunstvermittlung von anderen Arbeitsfeldern der Kunstpädagogik abgrenzen lässt. Dieses Kriterium wäre der explizite Bezug dieser Praxis auf die Institutionen der Kunst.“

## Publikationen
- From Oppositions to Interstices: Some Notes on the Effects of Martin Rewcastle, the First Education Officer of the Whitechapel Gallery, 1977–1983, in: Raney, Karen (Hg.): Engage No. 15, Art of Encounter, London, 2004, S. 33–37
- Socially Engaged Economies: Leben von und mit künstlerischen Beteiligungsprojekten und Kunstvermittlung in England, in: Texte zur Kunst, Nr. 53, März 2004
- Application: Proposal for a youth project dealing with forms of youth visibility in galleries, in: Harding, Anna (Hg.): Magic Moments. Collaborations between Artists and Young People, London: Black Dog, 2005, S. 198–205
- Eine kurze Geschichte von KünstlerInnen in Schulen, in: Lüth, Nanna; Mörsch, Carmen (Hg.): Kinder machen Kunst mit Medien, München: Kopaed, 2005
- Im Paradox des großen K. Zur Wirkungsgeschichte des Signifikanten Kunst in der Kunstschule, in: Mörsch, Carmen; Fett, Sabine (Hg.): Schnittstelle Kunst – Vermittlung. Zeitgenössische Arbeit in Kunstschulen, Bielefeld: Transcript, 2007, S. 360–377
- Regierungstechnik und Widerstandspraxis: Vielstimmigkeit und Teamorientierung im Forschungsprozess, in Pinkert, Ute (Hg.): Körper im Spiel. Wege zur Erforschung theaterpädagogischer Praxen, Uckland: Schibri, 2008, S. 175–188
- Carmen Mörsch und das Forschungsteam der documenta 12 Vermittlung (Hg.): Kunstvermittlung 2. Zwischen kritischer Praxis und Dienstleistung auf der documenta 12, Zürich: diaphanes, 2009
- Glatt und Widerborstig: Begründungsstrategien für die Künste in der Bildung, in: Gaus-Hegener, Elisabeth; Schuh, Claudia (Hg.): Netzwerke weben – Strukturen bauen. Künste für Kinder und Jugendliche, Oberhausen: Athena, 2009, S. 45–60
- Nora Sternfeld: Das pädagogische Unverhältnis, in: Springerin, Nr. 2, 2009
- Art Education Research[4], (erscheint zweimal jährlich) Mörsch, Carmen (Hg.), 2009 – 2019
- Zusammenarbeit zwischen kritischer Kunstvermittlung und Kunstinstitutionen der Kritik, in: Lüth, Nanna et al. (Hg.): medien kunst vermitteln, Berlin: Revolver Publishing, 2011, S. 19–31
- Kunstvermittlung in der kulturellen Bildung: Akteure, Geschichte, Potentiale und Konfliktlinien, in: Bundeszentrale für Politische Bildung (Hg.): Dossier kulturelle Bildung, 2011
- Über Zugang hinaus. Nachträgliche einführende Gedanken zur Arbeitstagung ‹Kunstvermittlung in der Migrationsgesellschaft›, in: Institut für Auslandsbeziehungen (ifa) et al. (Hg.): Kunstvermittlung in der Migrationsgesellschaft. Reflexionen einer Arbeitstagung, Berlin/Stuttgart: Institut für Auslandsbeziehungen, 2011
- Watch this Space! – Position beziehen in der Kulturvermittlung, in: Mira Sack et al. (Hg.): Theater Vermittlung Schule (subTexte 05), Zürich: Institute for the Performing Arts and Film, 2011
- In Verhältnissen über Verhältnisse forschen: ‹Kunstvermittlung in Transformation› als Gesamtprojekt, in: Settele, Bernadett et al. (Hg.): Kunstvermittlung in Transformation. Ergebnisse und Perspektiven eines Forschungsprojektes, Zürich: Scheidegger & Spiess, 2012, S. 299–317
- Ausstellen und Vermitteln im Museum der Gegenwart, Mörsch, Carmen; Sachs, Angeli; Sieber, Thomas (Hg.), Bielefeld: Transcript (Englische Fassung: Contemporary Curating and Museum Education. Bielefeld: Transcript, 2017)
- Revista de Artes Visuales ERRATA #16: Saber y poder en espacios del arte: pedagogías/curadurías críticas. Bogota: FUNDACIÓN GILBERTO ALZATE AVENDAÑO, Mörsch, Carmen; Cerón, Jaime (Hg.), 2018
- Die Bildung der A_n_d_e_r_e_n durch Kunst. Eine feministische und postkoloniale historische Kartierung der Kunstvermittlung, Mörsch, CarmenWien, Zaglossus, 2020
- Kalkül und Kontingenz. Kunstbasierte Untersuchungen im Kunst- und Theaterunterricht,  Anne Gruber / Anna Schürch / Sascha Willenbacher / Carmen Mörsch / Mira Sack (Hrsg.), München: Kopaed, 2020

- Die Bildung der A_n_d_e_r_e_n durch Kunst. Eine postkoloniale und feministische historische Kartierung der Kunstvermittlung, München: Kopaed, 2023, ISBN 978-3-96848-128-9